# Bataille de la Conwy
La bataille de la Conwy se déroule en 881 près de la Conwy, un fleuve du nord du pays de Galles. Elle oppose les forces galloises du 
royaume de Gwynedd, menées par le roi Anarawd ap Rhodri et ses frères, à une armée d'invasion mercienne.

## Déroulement
L'affrontement se solde par une victoire galloise décisive. Les annales galloises la décrivent comme « la vengeance divine pour Rhodri », le père d'Anarawd, qui a été vaincu et tué par les Merciens de Ceolwulf II en 878. Elles appellent le chef anglo-saxon « Edryd aux Longs Cheveux », ce qui correspond vraisemblablement au seigneur mercien Æthelred.
Un recueil de généalogies galloises du XIIIe siècle précise également qu'un des fils de Rhodri, Tudwal (en), est blessé au genou au cours de la bataille et en reste infirme. Ses frères lui confient la garde des principales églises du Gwynedd.

## Conséquences
La suprématie mercienne sur le nord du pays de Galles prend fin avec cette bataille. L'autorité d'Æthelred continue à s'exercer sur les royaumes du sud-est (Glywysing et Gwent), qui finissent par réclamer la protection du roi du Wessex Alfred le Grand. Ce dernier recueille également l'allégeance des royaumes du sud-ouest (Dyfed et Brycheiniog), qui cherchent quant à eux un protecteur contre le Gwynedd d'Anarawd.